# Tychicus
Tychicus is een geslacht van spinnen uit de  familie van de Sparassidae (jachtkrabspinnen).

## Soorten
- Tychicus erythrophthalmus Simon, 1897
- Tychicus gaymardi Simon, 1880
- Tychicus genitalis Strand, 1911
- Tychicus longipes (Walckenaer, 1837)
- Tychicus rufoides Strand, 1911